# Forastero
Forastero är den vanligaste av tre sorters kakao och är även den som producerar störst bönor. Den utvinns ur ett starkt träd med typisk arom som är lättare att odla.